# Ibrahim Pur
Ibrahim Pur es una ciudad censal situada en el distrito de Delhi noroeste,  en el territorio de la capital nacional,  Delhi (India). Su población es de 10614 habitantes (2011). 

## Demografía
Según el censo de 2011 la población de Ibrahim Pur era de 10614 habitantes, de los cuales 5708 eran hombres y 4906 eran mujeres. Ibrahim Pur tiene una tasa media de alfabetización del 84,01%, inferior a la media estatal del 86,21%: la alfabetización masculina es del 90,41%, y la alfabetización femenina del 76,58%.